# Lungavilla
Lungavilla (lombardul: Lungavila) település Olaszországban, Lombardia régióban, Pavia megyében. Lakosainak száma 2435 fő (2023. január 1.). Lungavilla Montebello della Battaglia, Pizzale, Verretto, Castelletto di Branduzzo, Voghera és Casteggio községekkel határos.

## Népesség
A település lakossága az elmúlt években az alábbi módon változott:
| Lakosok száma | 2412 | 2433 | 2435 |
|               | 2017 | 2018 | 2023 |